# Damas I
Damas I, de vegades Dames I, (Hispània, 304 - Roma, 11 de desembre de 384) fou papa de Roma de 366 a 384. Per la seva fama en la defensa de la fe en el Concili de Constantinoble III convocat pel papa Agató I va rebre el sobrenom de «diamant de la fe» (Adamas pisteos) i el Concili de Calcedònia el nomenà «l'honra de Roma».

## Orígens
Hi ha diverses teories sobre el seu lloc de naixement. Hom ha apuntat com a llocs del seu origen Madrid, Tarragona, Guimarães, Idanha-a-Velha (avui freguesia del municipi portuguès d'Idanha-a-Nova entre el Tajo i el Duero), fins i tot Argelaguer (a la Garrotxa). En qualsevol cas no sembla haver-hi discussió sobre els seus orígens hispans. Sobre el seu origen a Argelaguer, Torres i Amat addueix la crònica de Jeroni Pujades, en què aquest refereix una llarga tradició local que diu que la creu de l'església de Besalú procedia d'aquest poble i que havia arribat allí per donació del mateix Damas a la seva terra natal. En època de Torres i Amat subsistia la tradició que la casa natal de Damas a Argelaguer era el molí de can Servant, en aquest poble.
Torres i Amat citant la «Platina de vitis pontifica» diu que: «era espanyol fill d'un baró il·lustre anomenat Antoni que visqué en temps de Julià, que fou deixeble d'Eubol i Libani; que fou molt instruït en les llengües grega i llatina; eloqüentíssim i de memòria felicíssima, liberal amb els seus amics i justíssim amb els seus súbdits.»

## Papat
Torres i Amat segueix dient que fou nomenat papa el 2 d'octubre de 366, durant el cisma d'Ursicí diaca, essent cònsols Gracià i Flavius Dagalaiphus i que va succeir com a bisbe de Roma Liberi. Sembla que Ursicí, que havia estat diaca del difunt papa Liberi, ordí un pla per injuriar el papa. Subornant dos diaques, Concordi i Calixt, que l'acusaren d'home deshonest i que havia comès adulteri. A raó d'això Damas convocà un concili de quaranta bisbes on es defensà públicament. Convençuts de la calúmnia, els acusadors foren expulsats de l'Església.
Durant el seu temps se celebrà el primer Concili de Constantinoble per disposició de l'emperador Teodosi, compost de 150 bisbes, en el qual fou deposat Macedoni, bisbe de Constantinoble per heretgia.
Va veure com el decret de Teodosi I Del fide Católica (emès el 27 de febrer de 380) declarava religió de l'Imperi Romà aquella doctrina que sant Pere havia predicat als romans i de la qual Damas era el seu cap suprem.
També se celebrà en aquella època el concili d'Aquileia, en presència de sant Ambròs de Milà, que fou molt amic de Damas, a qui ajudà a desterrar els arrians de Milà, ja que en aquella època Justina, arriana i mare de l'emperador Valentinià II, que exercia la regència per la minoria d'edat de Valentinià, havia afavorit l'establiment dels arrians a l'Imperi Romà d'Occident.
Erigí dues basíliques: una de Sant Llorenç i una altra a la via Ardeatina de Roma. També consagrà i adornà amb marbres les catacumbes on estigueren els cossos dels apòstols sant Pere i sant Pau. Descobrí moltes sepultures de màrtirs i les adornà. Ordenà que els sacerdots de dia i de nit cantessin a l'església els salms de David, dividits en parts. Creà 62 bisbes, 30 preveres i 11 diaques. Damas mori l'11 de desembre del 384 essent cònsols Flavi Antemi i Flavi Anni Evagri. El seu cadàver fou sepultat a la basílica que erigí a la via Ardeatina i la cadira apostòlica estigué vacant un mes.